# Bullaso
Bullaso (en asturiano y oficialmente Buyaso) es una parroquia y una aldea del concejo de Illano en la comarca del Eo-Navia, Principado de Asturias, España.

## Geografía
Está situada en el cuadrante nororiental del concejo. La parroquia limita al norte con los concejos de Boal y Villayón y su límite occidental viene marcado por el río Navia. Tiene una extensión de 16,07 km² (15,64 % de la superficie municipal). 
Orográficamente, aparece delimitada al este por el pico dos Gargalois (1167 m) y al sudeste por el pico Guilleira (805 m) y la loma de Bustelo (543 m). Los cauces fluviales del Navia y del Ciyúa le acotan por el este y sudoeste, respectivamente.
La carretera local BO-3 permite la comunicación entre los núcleos de la parroquia. La carretera pasa por encima de la presa del embalse de Doiras para enlazar, a continuación, con la AS-12. 
Su población era de 62 habitantes en 2022, convirtiéndola en la segunda parroquia más habitada de concejo tras la de la capital municipal. En la parroquia encontramos siete núcleos de población:
- Baboreira (A Baboreira).[1] Sólo contaba con un habitante en 2022.[3] Situada a 250 m de altitud y a 13 km de la capital del concejo en el noroeste de la parroquia.
- Bullaso (Buyaso).[1] Se sitúa a 16 km de la capital Illano en una ladera a 340 m de altitud. Su población en 2022 era de 19 habitantes.[4] La iglesia parroquial de Santa María sitúa su origen entre los siglos XVI y XVII.
- Bustelo (Bustello).[1] A 19 km de la capital municipal a 530 m de altitud en una suave ladera del pico Guileira (805 m). Contaba con 5 habitantes en 2022.[5]
- Lantero (Llanteiro).[1] A 19 km de Illano sobre una ladera orientada hacia el oeste a 200 m de altitud. Su orientación y orografía la han hecho apta para el cultivo de viñedos que en el pasado tenían una gran producción. Cinco habitantes en 2022.[6]
- Lombatín (Llombatín).[1] Al noroeste de la parroquia sobre una suave ladera en el margen derecho del Navia, a 150 m de altitud. Está a 13,5 km de la capital municipal. Contaba con 13 habitantes en 2022.[7]
- El Poceiro. En una ladera a 200 m de altitud y a 13 km de Illano. Solo tenía un habitante en 2022.[8]
- Villar de Bullaso (El Villar de Buyaso).[1] Contaba con 18 habitantes en 2022[9] que se emplazaban sobre una ladera orientada al oeste a 390 m de altitud. Se encuentra a 15 km de Illano. Cuenta con la ermita de San Antonio del siglo XVIII, en cuyo honor se celebra fiesta cada 13 de junio.

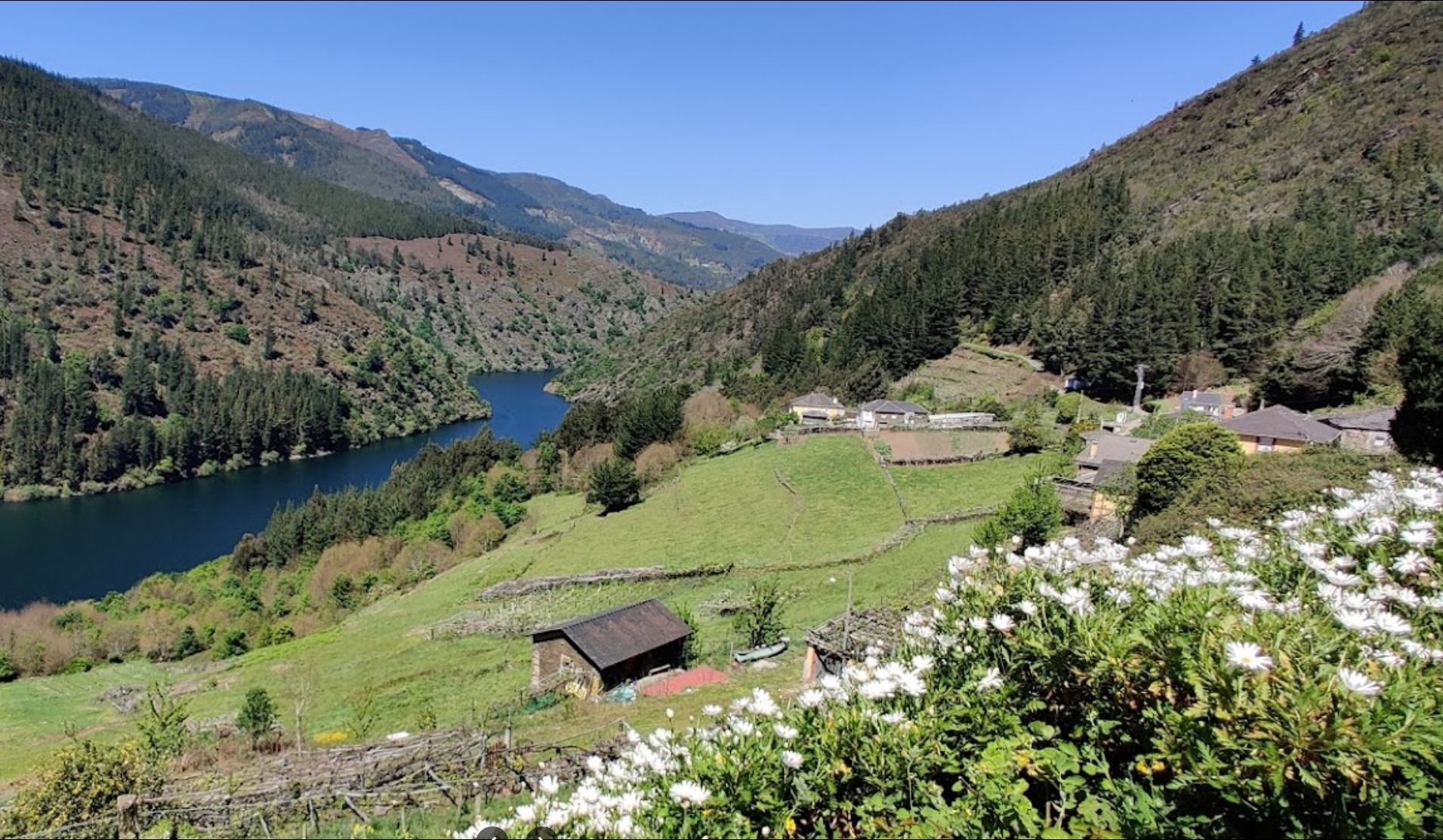
Lantero y Río Navia

## Demografía
Según los últimos datos recogidos del año 2022, Bullaso cuenta con una población de 62 habitantes (30 hombres y 32 mujeres).   
A continuación, se muestra la evolución demográfica desde el año 2000:  
| Gráfica de evolución demográfica de Bullaso entre 2000 y 2022                            |
|                                                                                          |
| Fuente: Instituto Nacional de Estadística de España - Elaboración gráfica por Wikipedia. |